# Фам Хунг
Фам Хунг (вьет. Phạm Hùng, настоящее имя — Фам Ван Тхиен, 11 июня 1912 года — 10 марта 1988 года) — вьетнамский государственный и политический деятель, председатель Совета министров Вьетнама с 1987 по 1988 годы.

## Биография
Родился в провинции Виньлонг, с 16 лет участвовал в революционном движении, в 1930 году вступил в Коммунистическую партию Индокитая.
В 1931 году арестован французскими властями и приговорен к смертной казни, заменённой на каторжные работы, провёл 14 лет в заключении.
После августовской революции избран секретарём Временного комитета компартии по Южному Вьетнаму. Во время войны в Индокитае 1946 −1954 годов занимался организацией полицейских сил Южного Вьетнама.
На 2-м съезде КПВ в 1951 году избран членом Центрального комитета партии.
После Женевских соглашений 1954 года в качестве главы делегации вьетнамской народной армии в звании полковника участвовал в Сайгоне в переговорах с правительством Южного Вьетнама.
В 1956 году избран членом политбюро ЦК КПВ, секретарь ЦК партии в 1958—1960 годах. В 1958 году назначен заместителем премьер-министра ДРВ, после чего назначен секретарём КПВ в Южном Вьетнаме (1967—1975) и политическим комиссаром вооруженных сил освобождения Юга. Один из руководителей операции «Хошимин», завершившейся полным освобождением Южного Вьетнама.
После объединения Вьетнама в 1976 году назначен заместителем премьер-министра, а с 1980 по 1987 годы одновременно был министром внутренних дел СРВ.
В июне 1987 года избран председателем Совета Министров Социалистической Республики Вьетнам и занимал этот пост до своей смерти, также был депутатом Национальной ассамблеи Вьетнама II—VII созывов (1960—1988).
Скоропостижно скончался 10 марта 1988 года в Хошимине, находясь в служебной командировке, от сердечного приступа.